# Maigret (film)
Pour les articles homonymes, voir Maigret (homonymie).
Pour plus de détails, voir Fiche technique et Distribution.
Maigret est un film franco-belge réalisé par Patrice Leconte et sorti en 2022. Il s'agit de l'adaptation cinématographique du roman Maigret et la Jeune Morte de Georges Simenon, publié en 1954, mettant en scène Gérard Depardieu dans le rôle du commissaire Maigret.
Le roman avait déjà été adapté pour la télévision par le réalisateur Claude Boissol, avec Jean Richard dans le rôle de Maigret en 1973 mais jamais au cinéma.

## Synopsis

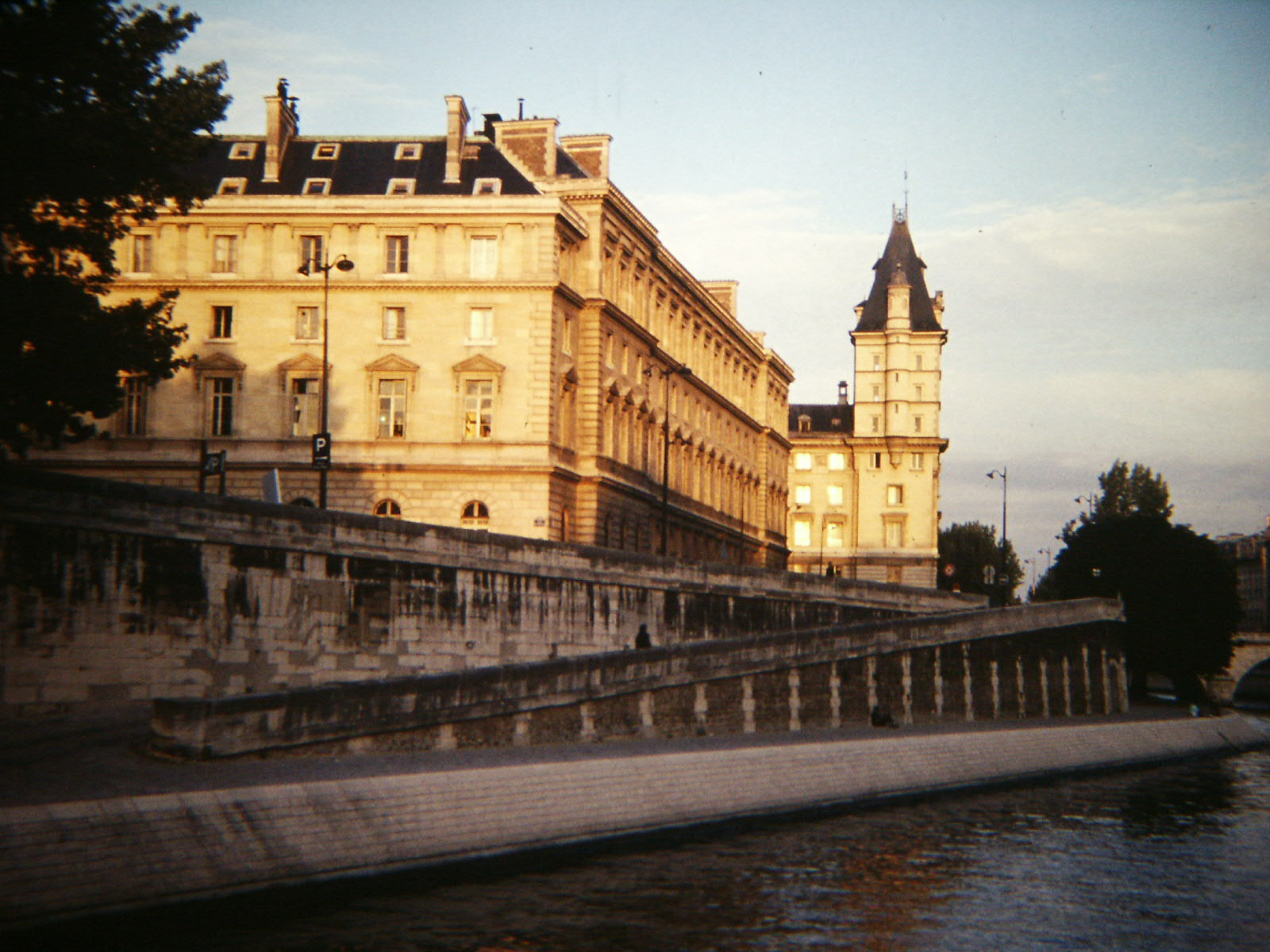
Le « 36 quai des orfèvres » (Paris)

Dans les années 1950, à la suite d'un appel anonyme depuis une borne de police, le corps d'une jeune femme est retrouvé Place Vintimille dans le 9e arrondissement. La victime est vêtue d'une robe de soirée mais les enquêteurs ne retrouvent aucun papier d'identité dans son sac à main.
Le commissaire Maigret et ses hommes du 36, quai des Orfèvres, siège de la PJ parisienne sont chargés de l'enquête et tentent de découvrir l'identité de la jeune femme et de démêler les fils de cette affaire criminelle. La veille, la jeune femme avait loué sa robe dans une boutique du quartier.
Malgré un état de santé quelque peu défaillant (son ami le Dr Paul, médecin légiste, lui interdit notamment de fumer ses fameuses pipes), le commissaire décide de suivre l'affaire de très près et même de façon intime car ce meurtre réveille en lui le souvenir d’une disparition douloureuse et plus personnelle. L'enquête s’annonce difficile car il n’y a aucun indice. Grâce à son intuition, sa patience et son sens de l’observation, son désir de comprendre la courte vie de cette jeune morte, le commissaire va réussir à élucider les raisons de ce meurtre qui s'avère particulièrement sordide.

## Fiche technique
Sauf indication contraire, les informations mentionnées dans cette section peuvent être confirmées par la base de données cinématographiques IMDb,  présente dans la section « Liens externes ».
- Titre original : Maigret
- Réalisation : Patrice Leconte
- Scénario : Patrice Leconte et Jérôme Tonnerre, d'après le roman Maigret et la Jeune Morte de Georges Simenon
- Musique : Bruno Coulais[4]
- Décors : Loïc Chavanon
- Costumes : Annie Perier
- Photographie : Yves Angelo
- Montage : Joëlle Hache
- Production : Philippe Carcassonne et Jean-Louis Livi
- Sociétés de production : Ciné@, F comme Film, SND Films et Scope Pictures
- Société de distribution : SND (France)
- Budget : 6 millions d'euros[5]
- Pays de production :  France,  Belgique[6]
- Langue originale : français
- Format : couleur
- Genre : policier
- Durée : 88 minutes
- Date de sortie :
  - France : 23 février 2022

## Distribution

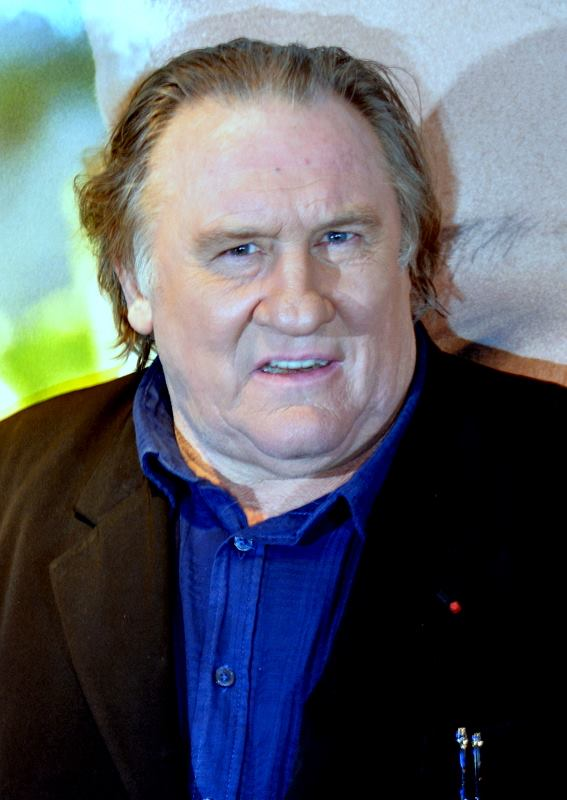
Gérard Depardieu interprète le personnage du commissaire Maigret (photo de 2016).

- Gérard Depardieu : le commissaire Jules Maigret
- Jade Labeste : Betty
- Mélanie Bernier : Jeanine
- Clara Antoons : Louise
- Pierre Moure : Laurent Clermont-Valois
- Aurore Clément : la mère de Laurent
- Anne Loiret : Mme Maigret
- Bertrand Poncet : Lapointe
- Élizabeth Bourgine : Irène
- Hervé Pierre : Docteur Paul
- André Wilms[Note 1] : Kaplan
- Philippe du Janerand : le juge
- Jean-Paul Comart : Albert Janvier
- Pascal Elso : l'avocat
- Alain Gueneau : le chauffeur de taxi
- Norbert Ferrer : patron bar
- Moana Ferré : femme salon Maggy Rouff
- John Sehil : l'employé du cimetière

## Production

### Genèse et développement
Le projet est annoncé en 2019, sous le titre de Maigret et la Jeune Morte, titre du roman original. Le réalisateur-scénariste Patrice Leconte annonce alors vouloir faire un film « différent des autres » films mettant en scène le célèbre commissaire créé par Georges Simenon. Le cinéaste ajoute qu'il « n'y a plus eu de Maigret dans les salles depuis 1958, avec Jean Gabin ».
En septembre 2021, une affiche révèle que le titre est simplement Maigret, Patrice Leconte expliqua qu'il ne souhaite pas rentrer dans le processus d'une série télévisée et que « […] le film s'appelle juste Maigret […]. Comme si on disait voilà, notre Maigret à nous c'est ça, c'est Depardieu. »
Le film est une coproduction franco-belge.

### Attribution des rôles
Originellement prévu pour incarner le rôle, Daniel Auteuil se serait désisté et en 2019, il est annoncé que c'est Gérard Depardieu qui incarnera le célèbre commissaire. Il s'agit de sa première collaboration avec Patrice Leconte, après plusieurs projets inaboutis : « On s'était frôlé déjà un petit peu, mais quand les choses doivent se faire, elles se font. […] Je ne le savais pas, mais Gérard Depardieu adore Simenon, il sera fantastique ».
C'est le dernier film dans lequel joue André Wilms, décédé le 9 février 2022, soit deux semaines avant la sortie du film.

### Tournage
Le tournage devait initialement débuter fin 2019. Le film prend du retard en raison de la pandémie de Covid-19 et des confinements décidés en France. En novembre 2020, il est annoncé que le tournage débutera en février 2021. Les prises de vue commencent le 8 février 2021,,.
Le tournage se déroule en Île-de-France jusqu'en mars 2021 et notamment dans les Studios de Bry-sur-Marne.

## Sortie et accueil

### Accueil critique
La critique est majoritairement positive pour ce long-métrage policier.

#### France
En France, le site Allociné recense une moyenne de 3,6/5 étoiles pour 28 titres de presse, tandis que les spectateurs ne lui accordent que 2,9/5.
De manière générale, les critiques plébiscitent l'acteur Gérard Depardieu dans le rôle-titre. Pour Les Échos : « Polar, reconstitution somptueuse, Maigret, par la grâce de Depardieu, devient aussi un grand film sur la perte d'un enfant », et pour Télérama : « Massif et plein d’une force tellurique, Gérard Depardieu se fait aussi totalement aérien pour nous laisser deviner la face intime et moins familière d’un commissaire qui vit dans ses pensées, avec ceux qui le hantent. Impressionnant. »
Au contraire, Libération est d'avis que « l’auteur des Bronzés embarque Depardieu dans le rôle-titre et neutralise dans la naphtaline de l’adaptation surdécorée et accessoirisée la véhémence résiduelle de la star en roue libre et totalement désinvestie (ou bourrée…) », tandis que Première concède que « les intentions sont là, intéressantes, la démarche indiscutable. Mais on reste sur l'impression d’une tentative essoufflée qui rate le degré de démesure et d’ampleur requis pour se qualifier dans la catégorie des grands films hantés ou théoriques ».

#### Québec
Pour Luc Boulanger, de La Presse; Patrice Leconte propose une adaptation « à la fois libre et respectueuse » qui met en vedette un Gérard Depardieu « au sommet de son art ». Il est également impressionné par la performance de Jade Labeste. Pour Boulanger, « sans le réinventer, Leconte donne au commissaire une couche humaine et sensible, universelle et intemporelle ».
Dans Le Devoir, François Lévesque déclare que « comme le prouva en 1989 son envoûtant Monsieur Hire, le cinéaste français est très à son aise dans la noirceur du romancier belge ». Il loue l'interprétation d'un Gérard Depardieu « tout d’intériorité, de menus gestes et de regards parlants ». Il mentionne que « les répliques ciselées fusent » le long d'une intrigue qui « pour le compte, est plus poignante qu’énigmatique ».
Isabelle Hontebeyrie, du Journal de Montréal, estime qu'il s'agit d'un Maigret sur lequel « flotte un parfum de tristesse, presque de nostalgie, accentué par la palette de couleurs mornes, grises, sans trop d’éclairage ». En choississant Depardieu, Patrice Leconte « donne au personnage une dimension à la fois plus intime et plus formidable ». Selon elle, on aimera ou pas cette vision d’un Maigret « résigné malgré son empathie ».
Dans Le Soleil de Québec, Léa Harvey juge que Gérard Depardieu offre au public un commissaire sensible, tout en subtilité. D'après elle, « c’est d’ailleurs cette subtilité, voire cette lenteur dans l’action et les dialogues, qui fait la force du long métrage ».

### Box-office
Pour son premier jour d'exploitation au box-office français, le film se place en tête du classement des nouveautés avec 57 941 entrées, dont 19 800 en avant-première, pour 585 copies. Le long-métrage policier est devant Compagnons (12 475) et Zaï Zaï Zaï Zaï (12 048). Au bout de sa première semaine d'exploitation au box-office français, le film se place en 3e position avec 260 011 entrées, derrière la comédie française Maison de retraite (384 940) et devant une autre comédie française, Super-héros malgré lui (168 679). Pour sa seconde semaine d'exploitation, Maigret quitte le podium du box-office français pour la 4e place avec 129 947 entrées (389 958 cumulées). Il est toujours encadré par Maison de retraite (303 654) et Super-héros malgré lui (102 549). Le film continue de perdre des places au classement français en arrivant à la 6e place avec 82 613 entrées supplémentaires pour 472 571 entrées cumulées. Le film est précédé par Uncharted (199 757) et suivi par Super-héros malgré lui (61 104). Finalement, le film sera un échec commercial qui ne couvrira pas ses frais de production de plus de 6 millions d'euros.
| Pays ou région | Box-office      | Date d'arrêt du box-office | Nombre de semaines |
| -------------- | --------------- | -------------------------- | ------------------ |
| France         | 541 128 entrées | 26 avril 2022              | 9                  |
| Total mondial  | 4 214 110 $     | -                          | -                  |

## Analyse
Ce film est une adaptation libre du roman Maigret et la jeune morte dont il diffère par la fin. Il s'agit de la seconde adaptation d'un roman de Georges Simenon par Patrice Leconte après Monsieur Hire, réalisé en 1989.
Ce film permet surtout de présenter le célèbre commissaire dans sa façon d'enquêter et même partager sa vie quotidienne entre le 36, quai des Orfèvres et son domicile du boulevard Richard-Lenoir. Le tournage nous présente un policer sombre, voire plutôt dépressif, dans une ambiance sombre, voire crépusculaire mais qui parviendra à aller jusqu'au bout de son enquête. Le film bénéficie d'un décor sobre mais qui retrace fidèlement cette période des années 1950 correspondant à la période de publication du roman.La Shoah est évoquée lorsque Maigret se rend aux établissements Kaplan et demande à Mr Kaplan s'il connait Louise Louvière. Mr Kaplan est originaire de Vilnius.Il précise que Vilnius s'est appelée successivement Wilno,Vilna et Vilnius que tous ceux qu'il y connaissait ont disparu et que toute sa famille y a disparu également. Louise,Loulou,Lulu ? Il l'appelait Ida comme dans les histoires que lui racontait sa grand mère quand il était petit. Il chantonne en Yiddish Une petite fille dans un petit Shtetl אַ קליין מיידל אין אַ קליין שטעטל. Des établissements Kaplan et Zanin étaient évoqués dans Maigret et l'homme du banc   .